# Evangelické hřbitovy ve Skočově
Evangelické hřbitovy ve Skočově jsou dva bezprostředně sousedící luterské hřbitovy ve Skočově (v polské části Těšínska). Oba se nacházejí na ulici Těšínské (Cieszyńska), na níž je i hřbitov katolický.
Tzv. „starý“ hřbitov byl založen roku 1859 a tzv. „nový“ hřbitov byl založen roku 1911. Dominantou hřbitovů je klasicistní nekropole rodiny Stonawských. Na hřbitovech se mj. nachází dva centrální kříže s vročeními založení obou hřbitovů a pomník padlých v česko-polské válce (1919).
Vlastníkem a provozovatelem hřbitovů je evangelicko-augsburská farnost ve Skočově.

## Pohřbené osobnosti (výběr)
- Ondřej Krzywoń, evangelický superintendent
- Karl Sohlich, starosta města Skočova
- Jan Broda, spisovatel a historik
- Paweł Sikora, antropolog

## Galerie

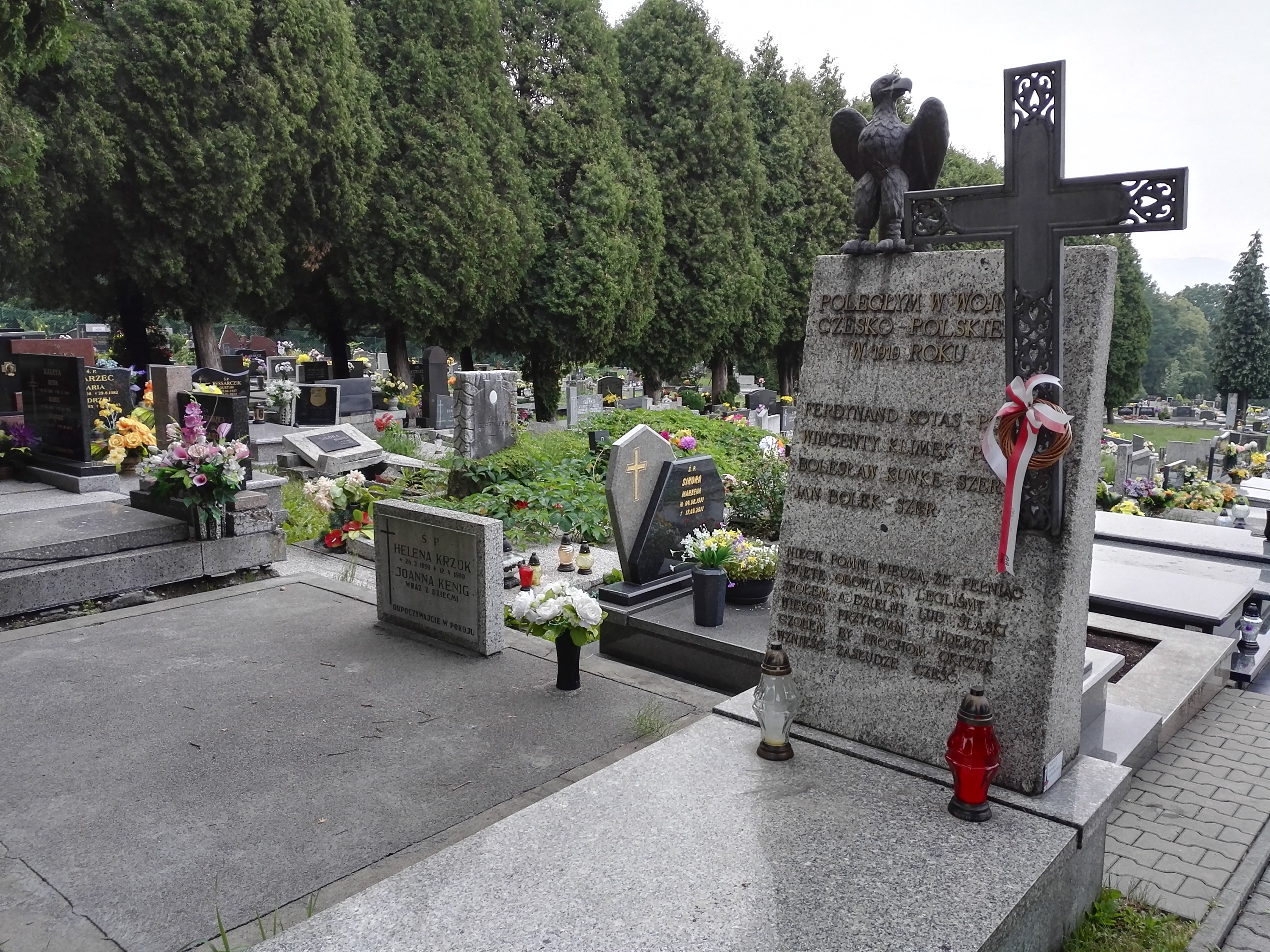
Pomník padlým v Sedmidenní válce
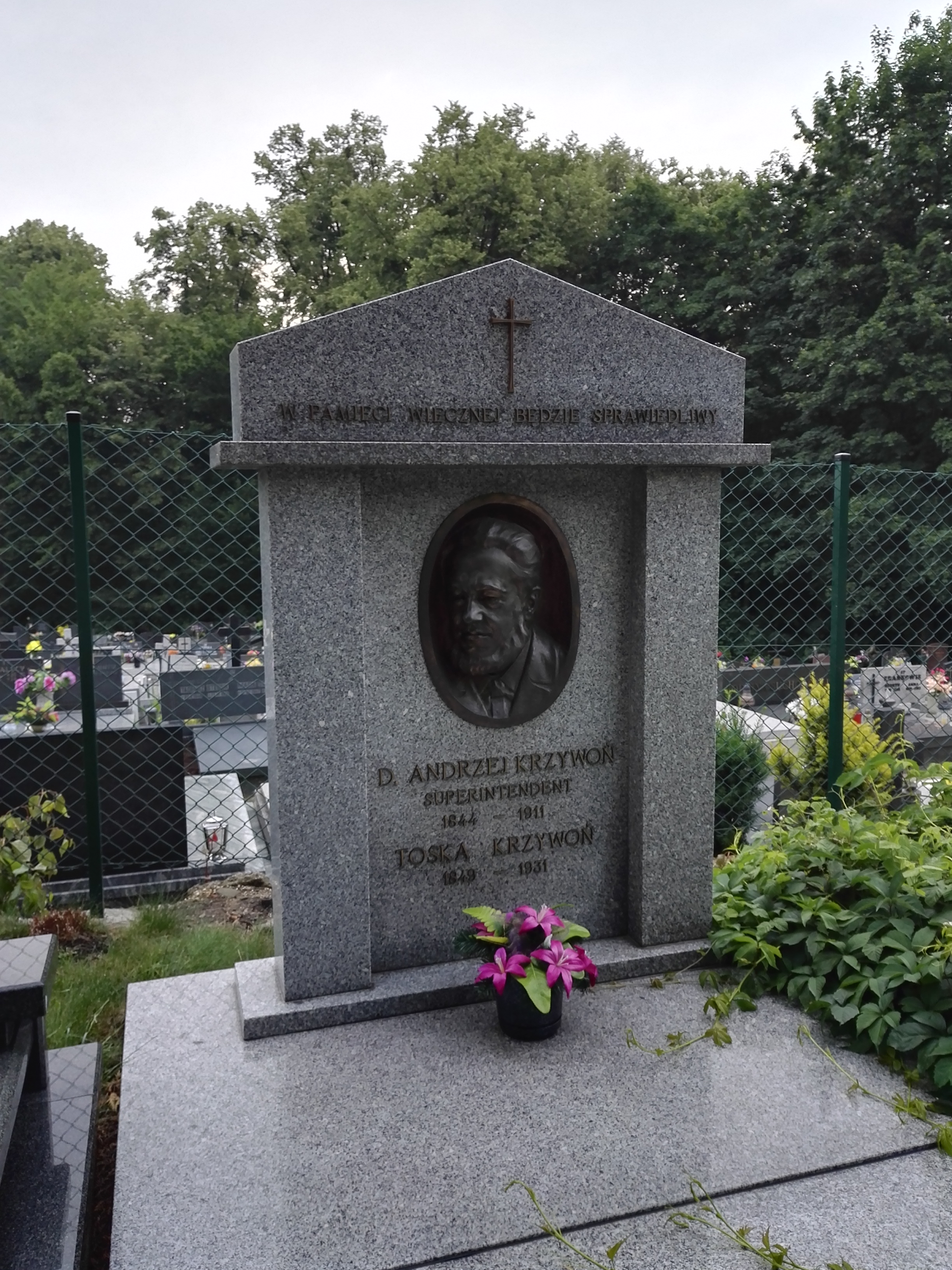
Náhrobek superintendenta Ondřeje Krzywoně